# Шахмановка
Шахмановка — упразднённая деревня в Себежском районе Псковской области России. Находится на территории сельского поселения «Себежское». 

## География
Находится на юго-западе региона, в центральной части района, в лесной местности у озера Веенское (Веенец Большой).
Уличная сеть не развита.

## Климат
Климат, как и во всем районе, умеренно континентальный. Характеризуется мягкой зимой, относительно прохладным летом, сравнительно высокой влажностью воздуха и значительным количеством осадков в течение всего года. Средняя температура воздуха в июле +17 °C, в январе −8 °C. Средняя продолжительность безморозного периода составляет 130—145 дней в году. Годовое количество осадков — 600—700 мм. Большая их часть выпадает в апреле — октябре. Устойчивый снежный покров держится 100—115 дней; его мощность обычно не превышает 20-30 см.

## История
В 1802—1924 годах земли поселения входили в Себежский уезд Витебской губернии.
В 1941—1944 гг. местность находилась под фашистской оккупацией войсками Гитлеровской Германии.

## Население
Нежилое поселение.

## Инфраструктура
Лесное хозяйство.

## Транспорт
Урочище доступно по просёлочной дороге от автомагистрали «Москва—Рига» (М-9).